# Ambianusok
Ambianusok, ókori belga törzs Gallia Belgicában, amely 10 000 emberrel sikeresen harcolt Julius Caesar ellen. Fővárosuk Samarobriva, a mai Amiens volt. Caesar így ír róluk (De bello Gallico, 2, 15):
„…Mihelyt a túszokat megkapta, s a városból kihordták táborába az összes fegyvert, Bratuspantium alól az ambianusok felé indult, akik azonnal és feltétel nélkül meghódoltak neki. Az ambianusok földje a nerviusokéval határos…”